# Horseshoes
Horseshoes é um curta-metragem mudo norte-americano de 1923, do gênero comédia, com o ator cômico Oliver Hardy.

## Elenco
- Larry Semon - Larry
- Kathleen Myers

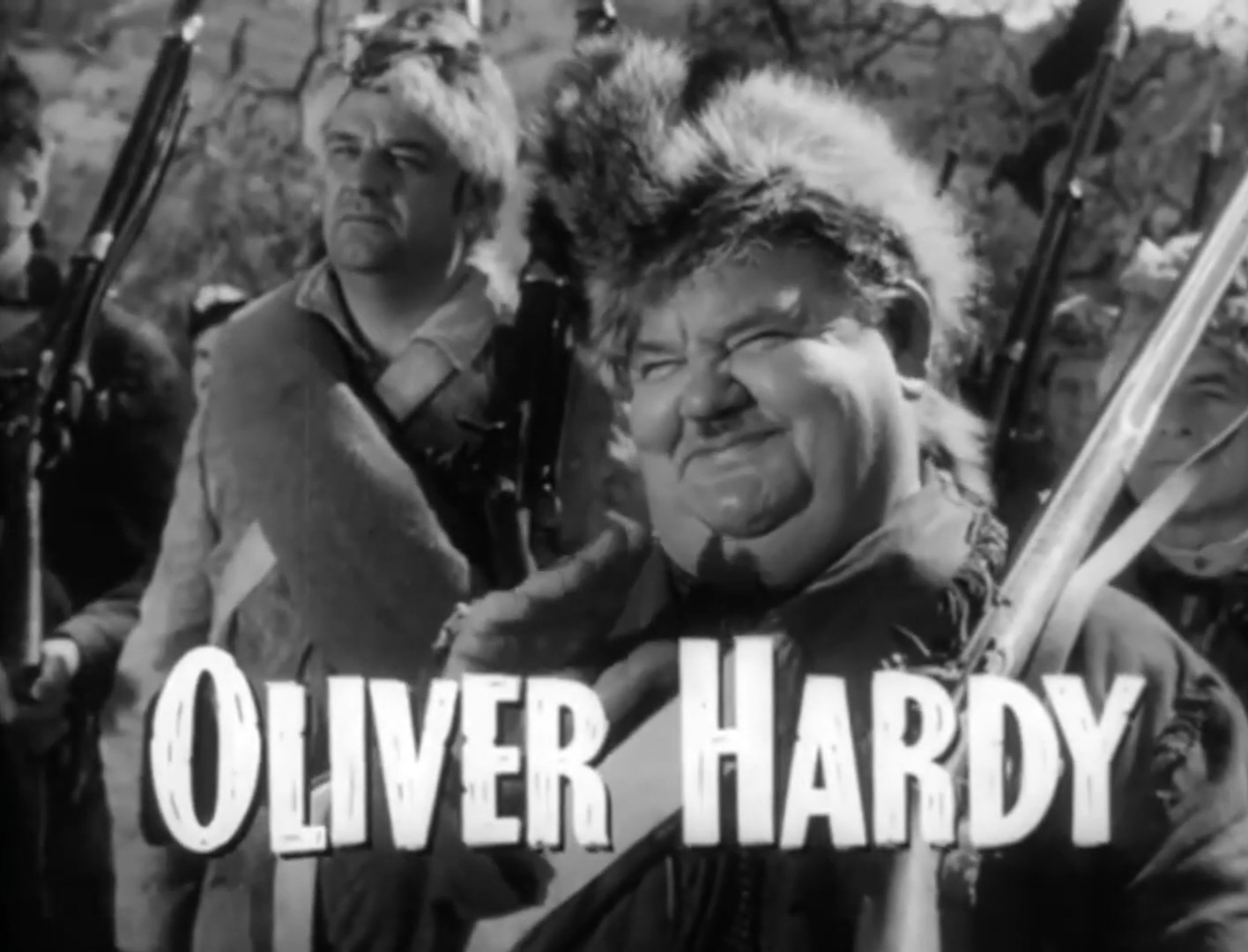
Oliver Hardy

- Oliver Hardy - (creditado como Babe Hardy)
- James Donnelly
- Spencer Bell